# 新海底軍艦
《新海底軍艦》是1995年的日本OVA，根據押川春浪原著科幻小說《海底軍艦》改編，共有2集，內容是描寫科幻軍艦「羅號」的故事。

## 劇情
居住在地球中心的「地空人」是先進高科技文明種族，壽命也極長。有感於地球人的好戰有一天會波及地底世界，地空人進行了一項評估測試：將高科技能量反應爐放在當時第二次世界大戰的美日雙方控制區中。日本於1932年九一八事變次年的奉天省北方找到該反應爐，並利用其中科技建造了「羅號」高科技海空戰艦；而美國於某處找到了反應爐後，也建成了「自由號」高科技艦。
地空人還派了兩名女性監察員，觀察人類如何使用兩具反應爐；如果用於戰爭，就表示人類已經沒救，要完全毀滅人類。日本方的觀察員安妮特在人間時期看到了人性中愛的一面，所以在羅號投入戰爭前對當時艦長也就是男主角的祖父托出始末，所以老艦長決定開著戰艦前往深海。然而同時美國方的監察員阿芙杜看到的是人類卑劣一面，決定實行毀滅計畫，並視安妮特為叛徒，指揮著自由號前往攔截羅號；對戰中兩艦同時沉入海底。阿芙杜也被安妮特的精神衝擊波陷入昏迷假死。
1995年，阿芙杜甦醒，開始啟動諸多地底人高科技武器毀滅人類；同時，當年唯一逃出羅號的副艦長菅原貢戰後成為了財團大老闆，並進行秘密打撈修復羅號的計畫，以備有朝一日地底人來襲時的反擊武力。就在聯合國艦隊兵敗如山倒時，羅號突然出現扭轉戰局。
當年艦長的孫子小剛也在因緣際會下登上羅號；並發現艦長就是自己繼承爺爺遺志的失蹤爸爸，為了秘密修復計畫才假裝失蹤。小剛並與安妮特相戀。對戰中羅號雖能對付地底人攻擊艦和重力反射鏡，但是對毀滅圓柱卻無能為力；無意中艦上博士發現圓柱是接收海底某處光波訊號的遙控武器，於是建議直接追擊毀滅地底人海中要塞。
羅號前往菅原財團海洋基地整補時，聯合國船隊突然出現要搶羅號，因為聯合國巨頭們在慌亂中認為羅號是唯一反擊希望。此時地空人要塞突然出現，阿芙杜也出現在安妮特面前說服她看見人類卑劣面，安妮特不從。地空人要塞就毀掉聯合國艦隊大部；而羅號緊急出戰一番惡鬥後炸燬要塞外殼，卻發現要塞真面目就是當年自由號，兩艦相遇進行50年前未完的宿命對決。
新自由號裝有地空人強化的光束武器，羅號被打得節節敗退。此時羅號將戰場引到海底火山附近，並搭配安妮特的精神感應力捕捉敵艦位置，終於在千鈞一髮之際利用海底火山衝力消滅自由號、殺死阿芙杜。
小剛決定和安妮特留在羅號，艦長決定出發拜訪地空人王國，駛向夕陽。

## 機械
- 羅號：日本帝國使用地空人反應爐和科技建成的超級戰艦，名義上歸為大和級第四艘。艦首有巨大鑽頭。艦身16門自動裝彈主砲和若干副砲，可以裝填各種高科技彈頭，例如電漿彈、破甲彈、反應彈等。防禦有電磁防護罩，可以擋一定程度的光束武器。
- 自由號：美國使用地空人反應爐和科技建成的超級戰艦，各方面與羅號相似；但是艦首鑽頭是三枚較小鑽頭，後來被改裝成光束主砲發射口，三枚鑽頭還能射出。
- 毀滅圓柱：地空人毀滅人類計畫的主遙控武器，外觀是一巨大黑色圓柱體，可以發射光束武器，並有防護罩，連核武都不怕。極多的毀滅圓柱可以在地球軌道上結合成一個環繞地球的環，放出高微波殺死地表人類和生物。
- 吊鐘型攻擊艦：地空人攻擊母艦，外形像教堂大鐘，靠底部重力子圓環裝置飛起，能搭載數十個重力反射鏡，底部重力環可以罩住物體並把物體壓碎，也有光束武器。
- 重力反射鏡：就是一個重力子圓環，可以浮起。攻擊方式是用圓環圈住物體壓碎，或是用重力折射導引吊鐘型和圓柱發出的光束擊中目標。本身並不很強，飛彈打中環上特定弱點的話可以擊毀。

## 配音
- 有坂剛：関智一（幼少期：湯浅香織）
- アネット：岩男潤子
- 日向真鉄：瑳川哲朗
- アブトゥー：井上喜久子
- ストーナー：井上和彦
- 立花昌儀：大塚周夫
- 影山貢：清水紘治（副艦時代：鹽澤兼人）
- 西村光太郎：近石真介
- 有坂志乃：高島雅羅
- 日向正史：松本保典
- サイーブ：水原リン
- ミリアス：室園丈裕
- 日野：千葉一伸
- 吉岡：落合弘治
- ボガード：一条和矢
- 御子柴一郎：高橋広樹
- 立花（兄）：高嶺巌
- 高野：土方優人
- チーフ：小野英昭

## 參看
- 宇宙戰艦列表